# Apiocera braunsi
Apiocera braunsi is een vliegensoort uit de familie Apioceridae. De wetenschappelijke naam van de soort is voor het eerst geldig gepubliceerd in 1907 door Melander.
De soort komt voor in in Zuid-Afrika (West- en Oost-Kaap).